# Іларіо Кастаньєр
Іларіо Кастаньєр (італ. Ilario Castagner; 18 грудня 1940, Вітторіо-Венето — 18 лютого 2023, Перуджа) — італійський футболіст, що грав на позиції нападника. По завершенні ігрової кар'єри — футбольний тренер. Значна частина як ігрової, так і тренерської кар'єри була пов'язана з «Перуджею», яка під керівництвом Кастаньєра провела одні з найкращих сезонів у своїй історії у другій половині 1970-х.
Володар Кубка Мітропи (як тренер).

## Ігрова кар'єра
У дорослому футболі дебютував 1959 року виступами за команду клубу «Реджяна», за яку протягом сезону провів лише 9 ігор
Протягом 1960—1961 років захищав кольори команди клубу «Леньяно».
Своєю грою за останню команду привернув увагу представників тренерського штабу «Перуджі», до складу якого приєднався 1961 року. Відіграв за клуб з Перуджі наступні три сезони своєї ігрової кар'єри. Більшість часу, проведеного у складі «Перуджі», був основним гравцем атакувальної ланки команди. У складі «Перуджи» був одним з головних бомбардирів команди, маючи середню результативність на рівні 0,39 голу за гру першості.
Протягом 1964—1967 років захищав кольори команди клубу «Прато».
Завершив професійну ігрову кар'єру у клубі «Ріміні», за команду якого виступав протягом 1967—1969 років.

## Кар'єра тренера
Розпочав тренерську кар'єру відразу ж по завершенні кар'єри гравця, 1969 року, увійшовши до тренерського штабу клубу «Аталанта», де спочатку був одним з тренерів головної команди, а згодом працював з «молодіжкою» клубу.
1974 року очолив команду «Перуджі», яку в першому ж сезоні вивів до елітної Серії A. В наступні роки став автором феномену, що став відомим в історії італійського футболу як «диво Перуджі» (італ. Perugia dei miracoli) — протягом перших трьох сезонів у найвищому дивізіоні скромна провінційна команда незмінно фінішувала у верхній частині турнірної таблиці, а в сезоні 1978/79 посіла друге місце першості, лише трьома очками поступившись чемпіону, «Мілану».
По завершенні наступного сезону, в якому «Перуджа» знову опустилася у середину турнірної таблиці Серії A, Кастаньєр залишив цей клуб, прийнявши пропозицію керівництва римського «Лаціо» спробувати допомогти його команді повернутися до елітного дивізіону з Серії B, куди її було відправлено за участь у договірних матчах. З першої спроби новий тренер «біло-блакитних» майже виконав це завдання — команда зупинилася за крок до підвищення у класі, утім за рік результати римського клубу погіршилися, він фінішував на 10 місці в Серії B, і Кастаньєр залишив «Лаціо».
Протягом наступних трьох сезонів працював у Мілані — у 1982—1984 роках очолював команду однойменного клубу, а згодом один рік був наставником «Інтернаціонале». Причому «россонері», які переживали не найкращий період своєї історії, все ж таки стали другою командою, яку фахівець повернув з Серії B до найвищого італійського дивізіону. Протягом міланського періоду своєї роботи Кастаньєр також привів «Мілан» до шостого місця в Серії А сезону 1983/84, а в сезоні 1984/85 з «Інтером» сягнув третьої позиції підсумкової турнірної таблиці.
З 1986 року повернувся до роботи з невеликими за бюджетними можливостями і амбіціями італійськими командами — очолював «Асколі», «Пескару», а протягом 1993-94 і 1998-99 років вже добре йому знайому «Перуджу». В середині 2000-х перебував на керівних адміністративних позиціях у тій же «Перуджі».

## Тренерські досягнення
- Володар Кубка Мітропи (1):

«Асколі»: 1986–87